# Ligue nationale amateur de football italien
La Ligue nationale amateur de football italien (LND : Lega Nazionale Dilettanti (it)) rassemble les clubs italiens à statut amateur. Elle gère, sous l'autorité de la Fédération italienne de football, le championnat d'Italie de Serie D (D4) et les divisions inférieures ainsi que le football féminin, le futsal et le beach-soccer italiens.

## Historique
Le 2 août 1959, à la suite de la réforme Zauli, née la Ligue nationale amateur de football italien, et ses comités régionaux pour organiser l'activité périphérique. Avant cela, il était question d'administrer les différentes zones du pays et les employés directement rattachés à la Fédération. Ce n'est qu'à partir de 1959 que les activités de milliers de clubs aux activités amateurs ont été réglementées et dirigées par la Ligue Amateur. 
Ottorino Barassi a été le premier président de la Lega Nazionale Dilettanti en italien.
L'organisation des championnats amateurs et les installations sportives qui étaient auparavant gérés par la Fédération et qui avait déménagé à revient dorénavant à la nouvelle Ligue Amateur. Il faut aussi mentionner l'augmentation impressionnante de l'activité qui, en quelques années. 
L'année 1962 est une date importante dans l'activité de la Ligue, avec la création de l'équipe nationale amateur. Importante car elle a permis aux jeunes amateurs de rivaliser avec des joueurs de différentes écoles et de langues différentes, le premier tournoi international a lieu en Angleterre.
En 1967, deux faits importants ont lieu : le lancement des championnats amateurs (jusque-là il n'y avait que 3 divisions officielles) et la constitution de la Coupe amateur italien. Un accord a même été conclu avec la Fédération anglaise selon lequel à la fin de la saison une double-confrontation entre les deux clubs vainqueurs de leurs coupes de football amateurs respectives. Une finale entre l'équipe romaine Stefer et son homologue anglais de Leytonstone a eu lieu au Stadio Olimpico de Rome, en préambule d'un match Rome-Juventus, devant 80.000 spectateurs qui ont été ravis de voir une rencontre passionnante finie sur un score de 2-2. Dans le même temps ont été étudiées de nombreux problèmes importants qui se posent dans une activité qui a augmenté d'année en année: l'adhésion - indépendamment de l'âge - des problèmes d'arbitrage - installations sportives - règlements. Tout cela n'est qu'une partie des problèmes posés aux dirigeants de Lega. 
En 1971, Ottorino Barassi décède et est remplacé par Carlo Grassi, un poste qu'il occupera pendant 5 ans.
Artemio Franchi devient ensuite le président de la Lega Nazionale Dilettanti (LND) de 1976 à 1978 avant de retourner à la présidence de la FIGC, lui a succédé Antonio Ricchieri le remplace et reste 9 ans, au cours desquels il a vu augmenter considérablement le nombre d'équipes amateurs, passant de 2 000 en 1960 à 6 000 en 1971. En 1981, le Championnat interrégional devient l'élite de la Ligue, c'est un tremplin pour les clubs désirant accéder au monde professionnel. Les années qui suivirent virent l’instauration du futsal et du football féminin dans les missions de la Ligue Amateur ainsi que le lancement d'un plan de construction de 500 nouveaux terrains de football.
En 1987, la présidence de la Ligue amateur revient à Elio Giulivi (1987-1998). Lors de la saison 1988-1989 onze clubs n'ont pas réglé leur inscription en temps opportun, la ligue respectant ses règles, les entreprises sont exclues du championnat. En 1990, le championnat est instauré amateur.
En 1992, les évolutions réglementaires, l'hébergement des championnats, l'informatisation des comités et le recensement des installations sportives sont quelques-unes des initiatives qui pourraient mener la Ligue amateur à une qualification supérieure au niveau national. Une autre initiative importante de ces années a été la mise en place des formations pour les cadres de la Fédération qui ont à leur charge des zones importantes du pays. En mois de décembre 1996, Elio Giulivi est réélu à la présidence de la LND
La présidence de Carlo Tavecchio coïncide avec des mesures capitales pour réformer l'ensemble du football italien en 2009.

## Mission
La Ligue nationale amateur est la principale composante du football italien encadrée par la Fédération italienne de football (FIGC). Il représente les clubs et les associations de football amateur, y compris ceux du football féminin, du futsal et beach-soccer. L'organisation de ses championnats est effectuée à travers ses structures pertinentes, en traitant uniquement la performance des acteurs non professionnels.
La LNB, par le biais de ses divisions, de ses comités régionaux, des délégations et les ministères provinciaux et de district, gère également les activités de la jeunesse et de l'école et est la base de la pyramide du football italien, au nombre de 14 000 entreprises et plus de 1,2 million de joueurs. Sous l'égide de la LND ont lieu chaque année plus de 700 000 matchs.

## Présidents
1. Ottorino Barassi (1959-1971)
2. Carlo Grassi (1971-1976)
3. Artemio Franchi (1976-1978)
4. Antonio Ricchieri (1978-1987)
5. Elio Giulivi (1987-1999)
6. Carlo Tavecchio (1999-....)